# Три богатирі і кінь на троні
Три богатирі та кінь на троні (рос. «Три богатыря и конь на троне») — російський  анімаційний повнометражний фільм 2021 року. Режисерами стали Дарина Шмідт та Костянтин Феоктістов. Мультфільм є одинадцятою частиною анімаційної франшизи російської студії «Мельница» про «Трьох богатирів». Стрічка вийшла в прокат в Росії 30 грудня 2021 року. В Україні стрічка в прокат не виходила.

## Сюжет
За сюжетом князь з конем Юлієм пішли по гриби, але наткнулись на чарівну квітку баби Яги (яку вона збирала сама використати). Ця квітка поміняла князя та Юлія місцями й тепер Юлій це князь, та навпаки.
Далі за деяких обставин вони розділяються, Юлій в тілі князя виконує свої забаганки чим дивує усіх навкруги, а Князю у тілі Юлія доводиться працювати на полі у селян. Там він познайомився з дівчинкою Фросею, яка добре до нього ставиться на відміну від свого прийомного батька. Тим часом у Києві Юлій задумав перетворити Київ на Венецію і зробив колосальний проєкт, який виявився провальним. 
Але Баба Яга помітила, що її квітка пропала і вона дізнається, що квітка потрапила до Князя у тілі Юлія. Далі прилітає вночі до нього, але він говорить що квітка не у нього, а в віддаленому будинку. Туди Яга відправляє своїх підданих пеньків, але і Юлій туди ж відправив Богатирів, які занепокоєні його пропажею.
Згодом щоб не працювати князь прикидається хворим, але через це його хочуть зарізати через нього непрацездатність. Тому князь й з Фросею тікають до лісу. Тим часом Баба Яга здогадавшись, що її обманули. Вона обманом змусила німецького барона піти боєм на Київ, ніби це було необхідно для його шлюбу з племінницею Яги.
Коли почалась осада Києва, своєю боягузливістю Юлій у тілі Князя деморалізував моральний дух своїх солдатів і вони програли битву. Але тоді князь з Фросею доходять до Києва, і одразу ж він біжить в сторону міста, полишаючи Фросю. Своїм бойовим духом він підвищує моральний дух солдат і вони виграють битву.
Після перемоги князь з Юлієм сумують через неможливість знову помінятися тілами. Несподівано приходить Фрося, яка знайшла квітку, котра загубилась під час битви. І князь з Юлієм повертають все на свої місця.
Після цього приходять Богатирі, котрі виграли бій проти  пеньків, але вони лише не розуміють що трапилось. У фіналі під час святкування князь приймає рішення удочерити Фросю. А племінниця Яги усе ж виходить за заміж за німецького барона.

## Ролі озвучили
| Актор              | Роль             |
| ------------------ | ---------------- |
| Сергій Маковецький | князь Київський  |
| Дмитро Висоцький   | кінь Юлій        |
| Анатолій Петров    | боярин Антипко   |
| Олег Куликович     | Альоша Попович   |
| Валерій Соловйов   | Добриня Микитич  |
| Дмитро Биковський  | Ілля Муромець    |
| Аліса Боярська     | Фрося (дівчинка) |
| Єлизавета Боярська | Баба Яга         |

## Дивись також
- Три богатирі (мультиплікаційний цикл)